# Tretboot in Seenot
Tretboot in Seenot ist ein Lied der deutschen Sängerin Frl. Menke aus dem Jahr 1983. Die Musik stammt von Harry Gutowski, der Text von Frl. Menke.

## Inhalt
Der Song handelt von einer Fahrt mit einem Tretboot, bei dem die Protagonistin gemeinsam mit einem Mann namens Uwe, der Kapitän „spielt“, in Seenot gerät. Dieser hatte ihr zuvor ein „Motorboot“ versprochen. Der Songtext kann im übertragenen Sinne auch als auf eine enttäuschende Beziehung zu einem Mann bezogen gelesen werden.

## Veröffentlichung und Rezeption
Tretboot in Seenot wird der Neuen Deutschen Welle zugeordnet und entstammt dem ersten Album von Frl. Menke. Diesem 1982 erschienenen selbstbetitelten Album wurde er aber erst in der Wiederveröffentlichung von 1983 hinzugefügt (statt dem Titel Alles umsonst). Die Single erschien am 3. Februar 1983.  In den deutschen Charts erreichte das Lied Platz 24, war 13 Wochen platziert und war zugleich der letzte kommerzielle Erfolg von Frl. Menke. Der Song wurde als Singleversion (3:08) und als Maxisingleversion (4:47) bei Polydor veröffentlicht, auf deren B-Seite jeweils der Titel Tag des Herrn gepresst wurde. Ferner erschien der erfolgreiche Titel auf zahlreichen Kompilationen. Frl. Menke trat mit dem Song am 25. April 1983 in der ZDF-Hitparade auf, konnte sich jedoch nicht unter den ersten drei platzieren.
Der Songtitel fand seither häufig Verwendungen in Werbetexten und Zeitungsartikeln außerhalb der Musikbranche.